# Thrills in the Night
«Thrills in the Night» es una canción de la banda estadounidense Kiss, del álbum Animalize de 1984. Fue lanzada como sencillo en 1985. La canción fue escrita por el vocalista Paul Stanley y el exbajista de Plasmatics, Jean Beauvoir. Se hicieron dos vídeos para promover la canción. Sin embargo, solo uno de ellos fue lanzado oficialmente, mostrando simplemente a la banda tocando la canción en frente de una audiencia. El clip sería el primero en incluir al guitarrista Bruce Kulick, reemplazo de Mark St. John.

## Miembros
- Paul Stanley
- Gene Simmons
- Vinnie Vincent
- Eric Carr